# 제임스 매시선
초대 준남작, 제임스 니콜라스 서덜랜드 매시선(영어: Sir James Nicolas Sutherland Matheson, 1st Baronet, 중국어: 詹姆士 馬地臣(勿地臣), 1796년 11월 17일 - 1878년 12월 31일)은 영국 스코틀랜드의 사업가로 윌리엄 자딘과 함께 자딘 매시선 상회를 설립했다.

## 생애

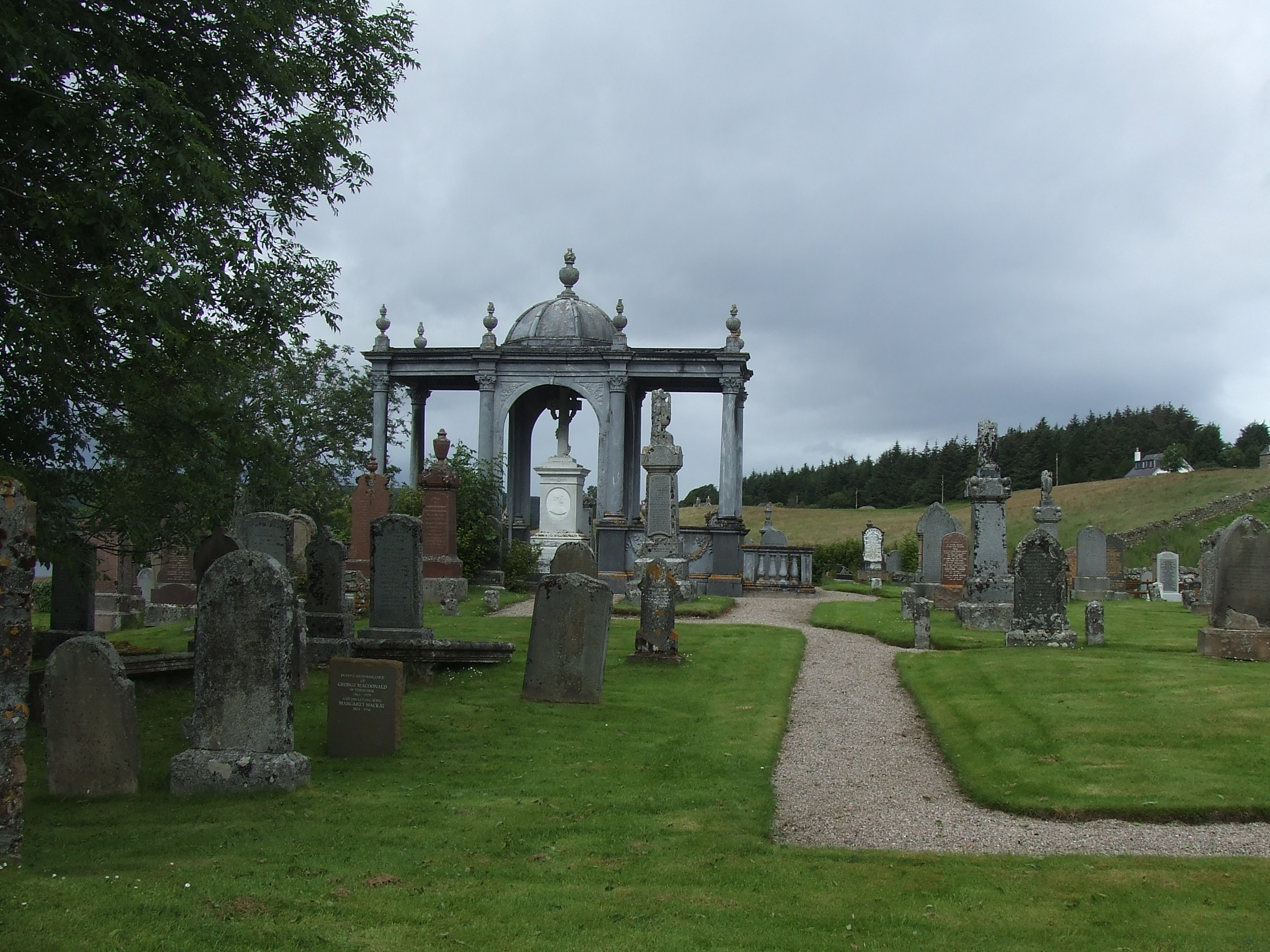
스코틀랜드 라잉에 있는 제임스 매시선의 묘

스코틀랜드의 서덜랜드 주 라잉(Lairg)에서 태어났다. 에딘버러 왕립하이스쿨, 에든버러 대학교에서 공부를 했다. 졸업 후에는 삼촌이 인도의 캘커타에서 개업한 무역회사 ‘매킨토시 상회’(Mackintosh & Co)에서 일을 했지만, 숙부의 사업 실패로 인해 실직한다. 이후 무역선장 로버트 테일러를 따라 중국 광저우에 가서 1819년부터 둘이서 아편 무역을 시작한다. 매시선은 전 재산을 쏟아 붓는 일이 되었지만, 다행히 후 아편 가격이 폭등했다.
1820년, 덴마크 주재 광저우 영사로 취임한다. 당시 영국 상인이 다른 나라의 영사에 취임해도 영국 동인도 회사의 규정에 어긋난 것은 아니었다. 1827년 11월 8일, 윌리엄 우드와 광저우에서 아편 시세 등을 게재한 신문 ‘광저우기록보’(廣州紀錄報)를 창간했다.
1832년, 윌리엄 자딘과 함께 자딘 매시선 상회를 설립했다. 인도에서 청나라로 아편을 밀수했고, 필리핀과 설탕과 향신료 무역을, 청나라에서는 차와 비단을 영국에 수입하는 선적 서류와 적하 보험의 취급, 조선소 설비와 창고 임대, 무역, 금융과 기타 무역과 관련된 모든 업무를 취급했다.
1830년대 중반부터 청나라가 아편 무역의 대가로 은이 대량으로 유출되는 것을 두려워한 당국이 제제를 강화했기 때문에 무역이 점차 어려워지고 있었다. 이 무역 불균형은 서구의 무역 회사가 취급하는 청나라 산 차와 비단의 수출액보다 아편의 수입 금액이 높았다는 것을 의미한다.
그러나 청나라의 아편 거래의 확대를 원했던 윌리엄 자딘은 대청무역에서 강경 자세를 취하도록 정부를 설득하기 위해 매시선을 영국에 파견했다. 매시선은 ‘철의 공작’이라고 불렸던 외무장관 웰링턴 공작을 면회했지만 문전박대를 당하고 “오만하고 어리석은 사람이라는 모욕을 받았다”고 자딘에게 보고 했다. 1836년에 매시선이 아시아로 돌아가고, 자딘이 영국으로 향했다. 같은 해 매시선은 저서 《영국 대중 무역의 현황과 전망》(Present Position and Future Prospects of Trade in China)을 간행하고 중국의 무역 사정에 대해 자세히 설명하고 있다.
아편 전쟁 후 1842년 영국으로 귀국했다.
1843년 11월 9일, 매리 퍼시벌과 결혼했다. 1844년 50만여 파운드로 스코틀랜드 루이스섬을 인수하여 루이스성을 건설했다. 1851년 루이스 준남작(1st Baronet of Lewis)을 수여받았다.
1843년에서 1852년까지 애쉬버튼 시 선출 의회 의원을 역임했으며, 1852년부터 1868년까지 스코틀랜드의 로스 크로마티 군의 의회 의원을 지냈다.
1878년, 프랑스 망통에서 82세의 나이로 사망했다. 자손이 없었기 때문에, 매시선 가계는 단절되었다.

## 아시아

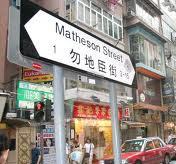
홍콩 코즈웨이 베이의 우디첸졔(Matheson Street)

조슈번의 조슈오걸(이노우에 가오루, 엔도 긴스케, 야마오 요조, 이노우에 마사루, 이토 히로부미)의 영국 유학은 자딘 매시선 상회 요코하마 지점(영일번관)이 지원했다. 또한 자신의 영국 체류 기간 동안 제임스 매시선의 조카 휴 매시선(자딘 매시선 상회 런던 사장)이 촉진제가 되었다.
홍콩 코즈웨이 베이의 ‘우디첸 가’(勿地臣街, Matheson Street)는 제임스 매시선에서 명명되었다.